# Monika Schwarz (Boxerin)

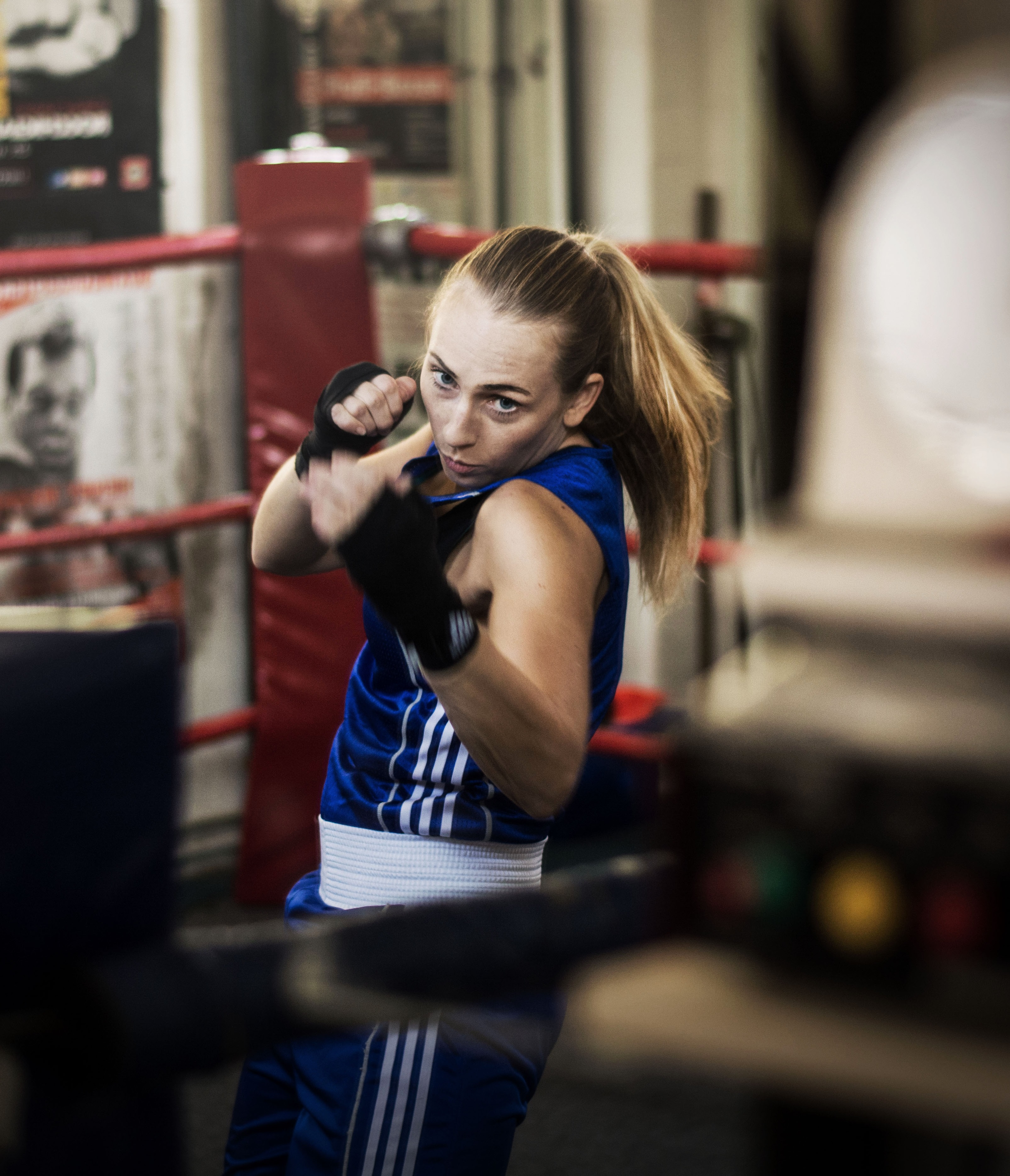
Trainingsaufnahme aus dem Jahr 2016 (Mainz-Kostheim)

Monika Schwarz (* 27. April 1989 in Memmingen) ist Deutsche Meisterin, zweifache Deutsche Vizemeisterin, zweifache Deutsche Hochschulmeisterin und mehrfache Hessenmeisterin im olympischen Boxen.
Hauptberuflich ist Monika Schwarz Sprachtherapeutin mit eigener logopädischen Praxis in Wiesbaden. Sie begann mit dem Boxsport erst im Erwachsenenalter und erkämpfte sich schnell mehrere Landes- und Bundestitel. Monika Schwarz boxt in der Rechtsauslage und wechselt variabel zwischen Konter- und Angriffsboxen. Sie gilt als äußerst willens- und kampfstark. Seit mehreren Jahren boxt sie für den Boxverein in Mainz-Kostheim.